# 35286 Takaoakihiro
A 35286 Takaoakihiro (ideiglenes jelöléssel 1996 TP9) a Naprendszer kisbolygóövében található aszteroida. Hiroshi Abe fedezte fel 1996. október 14-én.
A bolygót Akihiro Takao-ról (1975–1996), a Matsue Csillagászati Klub egyik tagjáról nevezték el.

## Kapcsolódó szócikk
- Kisbolygók listája (35001–35500)